# Cornélio Procópio
Cornélio Procópio ist ein brasilianisches Munizip im Nordosten des Bundesstaats Paraná. Es hat 47.840 Einwohner (2021), die sich Procopenser nennen. Seine Fläche beträgt 635 km². Es liegt 684 Meter über dem Meeresspiegel.

## Etymologie
Der Ort wurde nach dem Großgrundbesitzer Oberst Cornélio Procópio benannt, der zu Beginn der Besiedlung Eigentümer des Landes war.

## Geschichte

### Besiedlung
Die ersten Einwanderungen in den Norden von Paraná erfolgten durch Bauern aus São Paulo. Hinzu kamen Menschen aus Minas Gerais, dem Nordosten und dem Norden Brasiliens.
Die Ursprünge von Cornélio Procópio, das fast an der Grenze zwischen Paraná und dem Bundesstaat São Paulo nahe dem Paranapanema liegt, gehen auf das Jahr 1920 zurück. Oberst Cornélio Procópio aus Ribeirão Preto schenkte seinem Schwiegersohn Francisco Junqueira 5000 Alqueires Land (120 km²) auf dem Gebiet des heutigen Munizips. Das Land wurde in Parzellen aufgeteilt, um die Vermarktung zu erleichtern. Als die Aufteilungsarbeiten 1926 abgeschlossen waren, kam es zu einem starken Zustrom von Einwohnern aus anderen Staaten.
Es strömten vor allem Siedler aus São Paulo dorthin, um Kaffee anzubauen. Denn in São Paulo war es bereits schwierig geworden, fruchtbares Land zu erwerben. Später ließ sich die Cia. Agrícola Barbosa dort nieder, baute eine Straße und wollte mit dem Verkauf von kleinen Parzellen den Kaffeezyklus einleiten. Mit dem Beginn des Baus der Eisenbahnlinie São Paulo-Paraná entstand ein neuer Migrationsstrom vor allem aus São Paulo und Minas Gerais. Der Ort war 1930 bei der Einweihung des Bahnhofs Cornélio Procópio, benannt nach Oberst Cornélio Procópio, bereits eine regelmäßig bewohnte, im Wachstum begriffene Siedlung.
Im April 1931 besuchten der englische Thronfolger, der spätere König Edward VIII., und sein Bruder, der spätere König Georg VI., Cornélio Procópio. Sie waren Teilhaber der Paraná Plantations Ltd., der heutigen Companhia Melhoramentos Norte do Paraná. Diese hatte das Land und die Eisenbahnlinie übernommen, zunächst um Baumwollplantagen anzulegen.

### Erhebung zum Munizip
Cornélio Procópio wurde durch das Dekret Nr. 6212 vom 18. Januar 1938 aus Bandeirantes ausgegliedert und in den Rang eines Munizips erhoben. Es wurde am 15. Februar 1938 als Munizip installiert.

## Geografie

### Fläche und Lage
Cornélio Procópio liegt auf dem Terceiro Planalto Paranaense (der Dritten oder Guarapuava-Hochebene von Paraná). Seine Fläche beträgt 635 km². Es liegt auf einer Höhe von 684 Metern.

### Vegetation
Das Biom von Cornélio Procópio ist Mata Atlântica.

### Klima
Das Klima in Cornélio Procópio ist warm und gemäßigt. Der Niederschlag in Cornélio Procópio ist hoch (1424 mm pro Jahr), auch im trockensten Monat. Die Klimaklassifikation nach Köppen und Geiger lautet Cfa. Im Jahresdurchschnitt liegt die Temperatur bei 21,9 °C.

### Gewässer
Cornélio Procópio liegt in den Einzugsgebieten des Rio Tibají und des Rio das Cinzas zu je etwa 43 % des Munizipgebiets. Die restlichen Flächen werden direkt zum Paranapanema entwässert.

### Straßen
Cornélio Procópio liegt an der BR-369 von Londrina nach Ourinhos im Staat São Paulo. Diese kreuzt sich hier mit der PR-160, die Cambé im Süden mit Assis im Staat São Paulo im Norden verbindet.

### Nachbarmunizipien
| Leópolis               |                                             |                                                |
| Uraí                   | Kompassrose, die auf Nachbargemeinden zeigt | Santa Mariana und Bandeirantes                 |
| Nova América da Colina | Nova Fátima                                 | Santa Amélia und Ribeirão do Pinhal und Abatiá |

## Stadtverwaltung
Bürgermeister: Amin José Hannouche,  PSD (2021–2024)
Vizebürgermeisterin: Angelica Carvalho Olchaneski de Mello, PSB (2021–2024)

## Demografie

### Bevölkerungsentwicklung
| Jahr | Einwohner | Stadt | Land |
| ---- | --------- | ----- | ---- |
| 1940 | 19.907    | 19 %  | 81 % |
| 1950 | 56.394    | 19 %  | 81 % |
| 1960 | 56.394    | 19 %  | 81 % |
| 1970 | 49.796    | 52 %  | 48 % |
| 1980 | 42.588    | 75 %  | 25 % |
| 1991 | 46.644    | 86 %  | 14 % |
| 2000 | 46.861    | 91 %  | 9 %  |
| 2010 | 46.928    | 94 %  | 6 %  |
| 2021 | 47.840    |       |      |

Quelle: IBGE (2011)

### Ethnische Zusammensetzung
| Gruppe * | 1991    | 2000    | 2010    | wer sich als …                                                                   |
| --- | ------- | ------- | ------- | -------------------------------------------------------------------------------- |
| Weiße | 78,9 %  | 75,2 %  | 67,9 %  | weiß bezeichnet                                                                  |
| Schwarze | 4,1 %   | 4,4 %   | 5,9 %   | schwarz bezeichnet                                                               |
| Gelbe | 1,7 %   | 2,6 %   | 1,9 %   | von fernöstlicher Herkunft wie japanisch, chinesisch, koreanisch etc. bezeichnet |
| Braune | 15,2 %  | 17,7 %  | 24,2 %  | braun oder als Mischung aus mehreren Gruppen bezeichnet                          |
| Indigene | 0,0 %   | 0,1 %   | 0,2 %   | Ureinwohner oder Indio bezeichnet                                                |
| ohne Angabe | 0,0 %   | 0,1 %   | 0,0 %   |                                                                                  |
| Gesamt | 100,0 % | 100,0 % | 100,0 % |                                                                                  |
| *) Das IBGE verwendet für Volkszählungen ausschließlich diese fünf Gruppen. Es verzichtet bewusst auf Erläuterungen. Die Zugehörigkeit wird vom Einwohner selbst festgelegt. |         |         |         |                                                                                  |

Quelle: IBGE (Stand: 1991, 2000 und 2010)

## Persönlichkeiten
- Denilson Geraldo (* 1969), römisch-katholischer Ordensgeistlicher und Weihbischof in Brasília